# Medaille van de Commandeur van Heldhaftigheid
De Medaille van de Commandeur van Heldhaftigheid (Maleis: "Panglima Gagah Berani", "Pingat Gagah Berani" of "Pahlawan Gagah Berani"; de vertaling is moeilijk, men spreekt ook wel over de medaille van de Generaal van Moed en Dapperheid) werd op 29 juli 1960 ingesteld door koning Abdul Rahman, de eerste koning van de Federatie Maleisië. Men verleent de zeldzame onderscheiding voor "extreme moed tijdens gevechten".
De medaille heeft de vorm van een zilveren ster met vijf punten. Dan zou het begrip "bintang" voor de hand hebben gelegen maar de Maleisische regering koos ietwat incongruent voor "pingat". Het zilveren versiersel laat twee krissen zien onder een vergulde Maleisische koningskroon die, zoals gebruikelijk, op een ster rust. Men draagt de medaille op de linkerborst. Zoals bij meerdere Maleisische onderscheidingen het geval is werd ook hier voor een lint met diagonale strepen gekozen. Voor deze medaille zijn de strepen smal, in de kleuren goud, rood, wit en blauw.
Levende dragers mogen de letters P.G.B. achter hun naam plaatsen en ontvangen een pensioen. Bij een postume verlening wordt een bedrag gelijk aan 50 maanden pensioen aan de nabestaanden overhandigd.